# الأهداف (ريف دمشق)
الأهداف قرية سوريّة تتبع إداريّاً لمحافظة ريف دمشق منطقة مركز ريف دمشق ناحية المليحة، بلغ تعداد سكانها 5390 نسمة حسب التعداد السكاني لعام 2012. ويسكن المنطقة نسبة كبيرة من اهالي مدينة دمشق نظراً لجمال المنطقة الطبيعي والعمراني ويأتي اليها مئات الزوار من باقي المحافظات السورية للتمتع بالطبيعة الخلابة والمناخ المعتدل.
لايوجد سلطة محددة تهتم بأمور سكان القرية فهم يعتمدون في المقام الأول على انفسهم في تسيير امور القرية